# Mistrzostwa Świata w Łyżwiarstwie Szybkim w Wieloboju 1889
Mistrzostwa świata w łyżwiarstwie szybkim w wieloboju w 1889 roku odbyły się w dniach 8–10 stycznia w Amsterdamie, na naturalnym lodowisku ulokowanym na placu Museumplein. Była to impreza nieoficjalna. W zawodach brali udział tylko mężczyźni. Zawodnicy startowali na dystansach angielskich, czyli pół mili (805 metrów), 1 mila (1609 metrów) i 2 mile (3219 metrów). Do finału danego dystansu awansowało 4 najlepszych zawodników z kwalifikacji. W przypadku jednakowego czasu kilku zawodników rozgrywano dodatkowy bieg. Mistrzem świata zostawał zawodnik, który wygrywał wszystkie dystanse. Reprezentant Imperium Rosyjskiego, Aleksandr Panszyn, po wygraniu dwóch pierwszych biegów, w ostatnim był drugi, więc zwycięzcy nie ogłoszono. Miejsca zawodników są nieoficjalne.

## Uczestnicy
W zawodach wzięło udział 22 łyżwiarzy z 4 krajów. Sklasyfikowanych zostało 9.
| Państwa biorące udział w mistrzostwach | Państwa biorące udział w mistrzostwach | Państwa biorące udział w mistrzostwach | Państwa biorące udział w mistrzostwach |
| -------------------------------------- | -------------------------------------- | -------------------------------------- | -------------------------------------- |
| Holandia                               | Imperium Rosyjskie                     | Stany Zjednoczone                      | Wielka Brytania                        |

## Wyniki
DNF – nie ukończył, DNS – nie wystartował, f – wywrócił się
| Pozycja | Zawodnik               | Kraj               | ½ mili kwalifikacje | ½ mili dogrywka | ½ mili finał | 1 mila kwalifikacje | 1 mila finał | 2 mile kwalifikacje | 2 mile finał |
| ------- | ---------------------- | ------------------ | ------------------- | --------------- | ------------ | ------------------- | ------------ | ------------------- | ------------ |
| (1.)    | Aleksandr Panszyn      | Imperium Rosyjskie | 1:24.6 (1.)         | 9:59.9 !        | 1:25.6 (1.)  | 2:59.0 (1.)         | 2:58.6 (1.)  | 6:31.6 (1.)         | 6:31.0 (2.)  |
| (2.)    | Joe Donoghue           | Stany Zjednoczone  | 1:35.0f (9.)        | 9:59.9 !        | 9:59.9 !     | 3:05.0 (2.)         | 3:00.2 (2.)  | 6:34.2 (2.)         | 6:24.0 (1.)  |
| (3.)    | Klaas Pander           | Holandia           | 1:30.8 (2.)         | 9:59.9 !        | 1:30.8 (2.)  | 3:26.0 (11.)        | 9:59.9 !     | 6:50.0 (4.)         | 6:46.8 (4.)  |
| (4.)    | George Jurrjens        | Holandia           | 1:35.6 (10.)        | 9:59.9 !        | 9:59.9 !     | 3:10.3 (3.)         | 3:07.2 (3.)  | 6:49.0 (3.)         | 6:43.2 (3.)  |
| (5.)    | A. Couvée              | Holandia           | 1:33.0 (5.)         | 1:32.2 (2.)     | 9:59.9 !     | 3:19.0 (6.)         | 9:59.9 !     | 7:04.8 (5.)         | 9:59.9 !     |
| (6.)    | Louis Tebbutt          | Wielka Brytania    | 1:34.0 (7.)         | 9:59.9 !        | 9:59.9 !     | 3:14.0 (4.)         | 3:12.4 (4.)  | 7:07.2 (6.)         | 9:59.9 !     |
| (7.)    | C. Venema              | Holandia           | 1:33.2 (6.)         | 9:59.9 !        | 9:59.9 !     | 3:21.0 (9.)         | 9:59.9 !     | 7:11.0f (7.)        | 9:59.9 !     |
| (8.)    | G. van Blommestein     | Holandia           | 1:41.0 (19.)        | 9:59.9 !        | 9:59.9 !     | 3:30.6 (16.)        | 9:59.9 !     | 7:50.0 (9.)         | 9:59.9 !     |
| (9.)    | Jakob de Jong          | Holandia           | 1:40.0 (16.)        | 9:59.9 !        | 9:59.9 !     | 3:30.2 (15.)        | 9:59.9 !     | 7:35.2 (8.)         | 9:59.9 !     |
| DNF     | T. Vethake             | Holandia           | 1:44.0 (21.)        | 9:59.9 !        | 9:59.9 !     | 3:39.8 (19.)        | 9:59.9 !     | DNF                 | 9:59.9 !     |
| DNF     | D. Doijer              | Holandia           | 1:43.0 (20.)        | 9:59.9 !        | 9:59.9 !     | 3:26.8 (12.)        | 9:59.9 !     | DNF                 | 9:59.9 !     |
| DNF     | Charles Tebbutt        | Wielka Brytania    | 1:33.0 (4.)         | 1:32.0 (1.)     | DNF          | 3:20.2 (8.)         | 9:59.9 !     | 9:59.9 !            | 9:59.9 !     |
| DNS     | Pim Mulier             | Holandia           | 1:37.0 (12.)        | 9:59.9 !        | 9:59.9 !     | 3:32.0 (18.)        | 9:59.9 !     | 9:59.9 !            | 9:59.9 !     |
| DNS     | R. Broekmeijer         | Holandia           | 1:40.0 (16.)        | 9:59.9 !        | 9:59.9 !     | 3:18.4 (5.)         | 9:59.9 !     | 9:59.9 !            | 9:59.9 !     |
| DNS     | G. Green               | Wielka Brytania    | 1:38.0 (15.)        | 9:59.9 !        | 9:59.9 !     | 3:28.8 (14.)        | 9:59.9 !     | 9:59.9 !            | 9:59.9 !     |
| DNS     | Willem van Vollenhoven | Holandia           | 1:36.8 (11.)        | 9:59.9 !        | 9:59.9 !     | 3:27.0 (13.)        | 9:59.9 !     | 9:59.9 !            | 9:59.9 !     |
| DNS     | Wim de Boer            | Holandia           | 1:37.0 (12.)        | 9:59.9 !        | 9:59.9 !     | 3:20.0 (7.)         | 9:59.9 !     | 9:59.9 !            | 9:59.9 !     |
| DNS     | William Loveday        | Wielka Brytania    | 1:32.0 (3.)         | 9:59.9 !        | 1:34.0 (3)   | 3:21.6 (10.)        | 9:59.9 !     | 9:59.9 !            | 9:59.9 !     |
| DNS     | P. Ruitinga            | Holandia           | DNF                 | 9:59.9 !        | 9:59.9 !     | 3:31.0 (17.)        | 9:59.9 !     | 9:59.9 !            | 9:59.9 !     |
| DNS     | James Loveday          | Wielka Brytania    | 1:34.4 (8.)         | 9:59.9 !        | 9:59.9 !     | 9:59.9 !            | 9:59.9 !     | 9:59.9 !            | 9:59.9 !     |
| DNS     | J. van Vollenhoven     | Holandia           | 1:40.0 (16.)        | 9:59.9 !        | 9:59.9 !     | 9:59.9 !            | 9:59.9 !     | 9:59.9 !            | 9:59.9 !     |
| DNS     | Foeke Tjalma           | Holandia           | 1:37.0f (14.)       | 9:59.9 !        | 9:59.9 !     | 9:59.9 !            | 9:59.9 !     | 9:59.9 !            | 9:59.9 !     |